# Zentralblatt MATH
Zentralblatt MATH («Центральний журнал з математики») — реферативний математичний журнал, заснований видавництвом «Шпрінгер», і електронна база даних «ZBMATH — The database Zentralblatt MATH».
Метою журналу є збір, систематизація, публікація та розповсюдження бібліографічних даних та рефератів книг і статей, присвячених всім розділам математики і її застосуванням в інформатиці, механіці і фізиці. Журналом реферуються більше 2300 журналів і періодичних видань різних країн, щорічно публікується близько 80 000 анотацій і рецензій, написаних більш ніж 5000 вченими. Більшість рефератів публікується англійською мовою, деякі — французькою або німецькою.
Zentralblatt MATH є найважливішим реферативним математичним журналом поряд з «Mathematical Reviews», що видається з 1940 року Американським математичним суспільством і російським журналом "Реферативний журнал. Математика ", що видається з 1950 року. У цих журналах для поділу статей за темами використовуються математична предметна класифікація (Mathematics Subject Classification) і універсальна десяткова класифікація (УДК).

## Історія
Служба Zentralblatt MATH була організована в 1931 році Отто Нойгебауером і називалася «Zentralblatt für Mathematik und ihre Grenzgebiete» («Центральний журнал з математики та суміжних галузей»). Пізніше назва скоротилася до Zentralblatt MATH. Керує виданням Zentralblatt MATH Європейське математичне товариство, Спеціалізований інформаційний центр FIZ Karlsruhe (Карлсруе, ФРН) і Гейдельберзька академія наук. Останні 30 років головним редактором є професор Технічного університету Берліна Бернд Вегнер.
Зараз Zentralblatt MATH виходить в електронній та друкованій формах. У базі даних в Інтернеті міститься більше 2 000 000 записів, включаючи 200 000 записів більш раннього подібного видання «Jahrbuch über die Fortschritte der Mathematik» («Щорічник успіхів математики») за 1868—1942 рр., доданих в 2003 році. До Zentralblatt MATH тісно примикають бази даних Didactics of Mathematics і Jahrbuch Database.